# Stenbittjärnen (Haverö socken, Medelpad)
Stenbittjärnen är en sjö i Ånge kommun i Medelpad och ingår i Ljungans huvudavrinningsområde.